# Borstbeeld van Paul Flu
Het borstbeeld van Paul Flu staat aan de Flustraat in Paramaribo, Suriname, in het Academisch Ziekenhuis Paramaribo (AZP).
Paul Flu (1884-1945) studeerde aan de Geneeskundige School in Paramaribo en de Universiteit van Utrecht. In 1902 behaalde hij op 22-jarige leeftijd zijn diploma als arts, als een van de jongste in Utrecht ooit. Na zijn dienstplicht, als Officier van Gezondheid, werkte hij drie jaar in Suriname voor het Militair Hospitaal en als leraar aan de Geneeskundige School. Meteen aan het begin werd hij ernstig ziek vanwege de  epidemie van gele koorts die van 1908 tot 1909 in Suriname woedde en veel slachtoffers maakte. Na zijn herstel legde hij de grondslag voor het onderzoek naar tropische ziekten in Suriname. In 1928 was hij werkzaam in Leiden toen hij het advies gaf tot de aanleg van waterleiding in Suriname. Vijf jaar later was dit gerealiseerd door de Surinaamsche Waterleiding Maatschappij. Ook liet hij ideale broedplaatsen voor muskieten dichtmetselen, zoals waterreservoirs. In Leiden werd hij in 1921 hoogleraar Tropische Hygiëne en in 1938 rector magnificus, als eerste van Surinaamse afkomst. In de Tweede Wereldoorlog werd hij geïnterneerd en zijn zoon doodgeschoten. In 1945 overleed hij verzwakt op 61-jarige leeftijd.
Zijn borstbeeld staat op een eikenhouten drager aan de muur bij een tussenbordes in het trappenhuis van het AZP. Het kunstwerk werd voltooid in 1964 door de beeldhouwer Jaap Gutterwijk uit Den Haag, die dat jaar in Paramaribo was komen wonen en aandacht had gekregen vanwege zijn solo-expositie.